# Pirelli-Hochhaus
Das Pirelli-Hochhaus (italienisch Grattacielo Pirelli oder Palazzo Pirelli) war lange Zeit das höchste Gebäude der italienischen Metropole Mailand und eines ihrer Wahrzeichen. Es befindet sich im zentral gelegenen Geschäftsviertel nahe dem Hauptbahnhof Milano Centrale.

## Baudaten
Das Büro-Gebäude wurde von 1958 bis 1960 als Zentrale des Reifenherstellers Pirelli erbaut, daher stammt die volkstümliche Bezeichnung Pirellone (ital. „der große Pirelli“). Seit 1978 war es Sitz des Parlaments und der Regierung der Region Lombardei, letztere zog 2011 in den neuerrichteten Palazzo Lombardia um.
Das Pirelli-Hochhaus war bei seiner Fertigstellung mit 127,10 Metern das zweithöchste Gebäude Europas. Die Architekten waren Gio Ponti und Pier Luigi Nervi.

## Baubeschreibung
Das Gebäude ist mit seinen 32 oberirdischen Geschossen 124,0 m hoch, in der Gebäudemitte 18 m tief und 74 m breit. Das Flugdach auf 127,10 m scheint über dem Gebäude zu schweben. Die durchgehende Vorhangfassade wird durch eine Isolierverglasung gebildet, welche von Aluminiumrahmen getragen wird. Der Grundriss verjüngt sich von der Mitte in einem ersten Schritt nur leicht und dann sehr deutlich zu den geschlossenen und mit Keramikfliesen verkleideten Schmalseiten, an denen die Treppenhäuser liegen; sie werden durch einen Spalt in der Mitte der Seitenfassade belichtet.

## Konstruktion
Das Tragwerk besteht aus zwei dreieckigen Elementen an den Schmalseiten, einem Aufzugskern in der Mitte des Gebäudes, sowie innen liegenden Pfeilern. Das vertikale Betonskelett folgt dem Kräfteverlauf, was daran ersichtlich wird, dass sich die Pfeiler in den unteren Geschossen von 2 m Dicke auf 50 cm Dicke in den oberen Stockwerken verjüngen.
Die innen liegende Tragstruktur erlaubt einen weitestgehend stützenfreien Bürobereich und ermöglicht eine große Flexibilität in der Unterteilung der Grundrissgestaltung und innerhalb der einzelnen Großraumbüros.

## Bodenbelag
Da Pirelli auch Kautschuk-Beläge herstellte, wurde von Gio Ponti ein spezieller Bodenbelag entworfen. Er setzte sich mit den Produktionsabläufen der Kautschukbeläge intensiv auseinander und experimentierte mit verschiedenen Farben und Designs. Die schließlich verwendeten Farben Gelb, Schwarz und Weiß gelten als die Farben der Firma Pirelli. Ponti schuf einen besonders ausdrucksstarken, grob durchmischten Kautschukbelag, den er „giallo fantastico“ (phantastisches Gelb) nannte.

## Sonstiges
Das zeitgleich errichtete Telefunken-Hochhaus in Berlin (1958–60) ist in Konstruktion und Grundriss sehr ähnlich angelegt, verzichtet jedoch auf die Vorhangfassade und betont stattdessen die konstruktiven Details, die sich verjüngenden Stützen sind klar an der Fassade ablesbar. Von 1960 bis 1962 wurde in Basel mit dem Lonza-Hochhaus ein Gebäude errichtet, das große Ähnlichkeiten mit dem Pirelli-Hochhaus aufweist.
Am 18. April 2002 stürzte der Schweizer Pilot Luigi Fasulo mit seinem Kleinflugzeug des Typs Rockwell Commander 112TC mit dem Kennzeichen HB-NCX in den 26. Stock des Pirelli-Hochhauses (drei Tote und 30 bis 90 Verletzte).
Ab 2003 wurde das Gebäude umfassend renoviert. Der 26. Stock ist in einen „Ort der Erinnerung“ (luogo della memoria) umgewandelt worden. Im März 2009 wurde das neugestaltete Belvedere eröffnet, in dem die Struktur der Konstruktion sichtbar wird.

## Das Gebäude in Filmen
- Die Eingangssequenz des italienischen Films La Notte von Michelangelo Antonioni aus dem Jahr 1961 zeigt das Pirelli-Hochhaus kurz nach Fertigstellung. Der anschließende Vorspann beginnt auf dem Dach des Gebäudes. Ein außen liegender Lift fährt vom 31. Stockwerk abwärts. Die Stadt spiegelt sich dabei in der Glasfassade.[8]
- In Maurizio Lucidis Spielfilm Der Todesengel (1971) betreibt Tomás Milián eine Werbeagentur in dem Gebäude.
- Im Spielfilm The International (2009) diente das Gebäude als Kulisse für ein politisches Attentat auf der davor liegenden Piazza Duca d’Aosta.
- In Il Buco – Ein Höhlengleichnis von Michelangelo Frammartino werden Nachrichtenaufnahmen vom Bau des Hochhauses der Entdeckung einer der tiefsten Höhlen der Welt im Nationalpark Pollino 1961 gegenübergestellt.